# 時雨駅
時雨駅（シウえき、朝鮮語: 시우역）は、大韓民国京畿道安山市檀園区元時洞にある、西海線の駅である。この駅と安山駅の間に始興車両事業所の入出庫連絡線が設置される。 

## 歴史
- 2013年10月21日 - 事業用鉄道路線告示にて駅名を元谷駅に決定。[1]
- 2018年4月6日 - 鉄道距離表告示。[2]
- 2018年6月16日 - 西海線開業。[3]
- 2020年11月24日 - 西海線側の駅名を時雨駅に改名。[4]
- 2020年12月9日 - 安山連絡線側の駅名を時雨駅に改名。[5]

## 駅構造
2面2線の相対式ホームを有する。 

### のりば
| 上行 | ● 西海線 | 素砂方面 |
| 下行 | ● 西海線 | 元時方面 |

## 駅周辺
- 産業団地公団京畿地域本部
- LFファッションアウトレット
- 公団派出所
- ホテルスクエア安山
- 中小企業研修院
- 中小企業振興公団安山POSTBIセンター

## 隣の駅
素砂元時線運営
●西海線　
草芝駅 (S26) - 時雨駅 (S27) - 元時駅 (S28)